# Encelia virginensis
Espèce
Classification phylogénétique
Encelia virginensis est une espèce de plantes à fleurs de la famille des Asteraceae.
C'est un buisson originaire du sud-ouest des États-Unis et du nord-ouest du Mexique. On le trouve en particulier dans le désert des Mojaves et le désert de Sonora, en Basse-Californie, dans le sud de la Californie, dans le Nevada, en Arizona, dans le sud-ouest de l'Utah et dans le sud-ouest du Nouveau-Mexique.